# Mustermesse

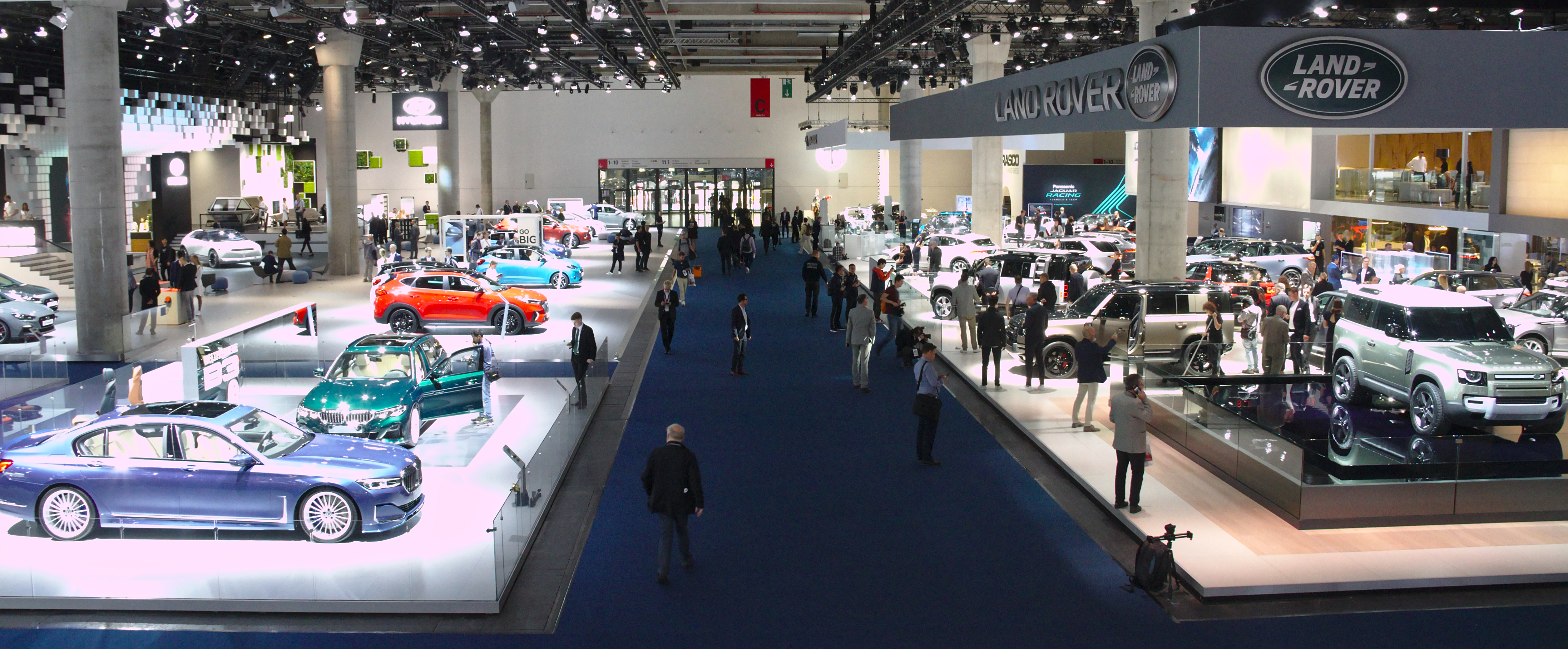
Ansicht einer modernen Mustermesse in der Halle 11 auf der IAA 2019

Das Konzept der Mustermesse wurde im Jahre 1895 in Leipzig erfunden (Leipziger Messe) und löste damit die traditionelle Warenmesse durch Musterschauen ab.
Die Mustermessen sind der heute übliche Messetyp, der durch den digitalen Wandel, beschleunigt durch die COVID-19-Pandemie, vor einem erneuten Paradigmenwechsel steht.

## Geschichte

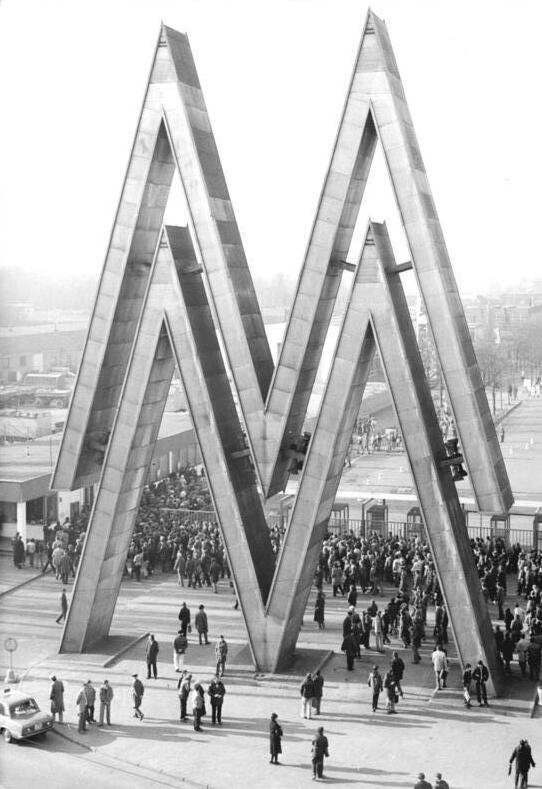
Das doppelte M als Symbol der Mustermesse in Leipzig, erschaffen von Erich Gruner, hier als überdimensionales Eingangstor auf dem Messegelände (Foto von 1983)

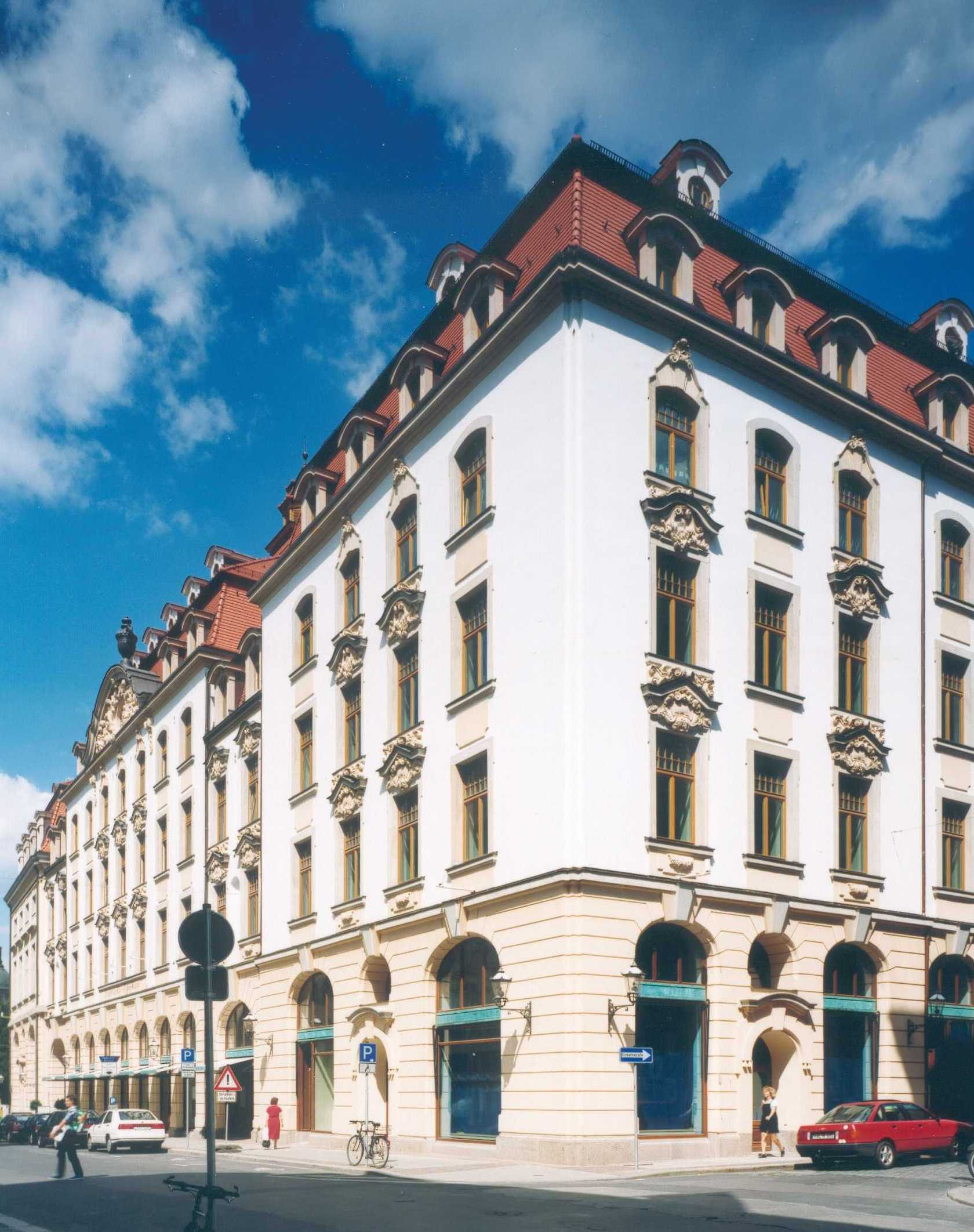
Südwestansicht des Städtischen Kaufhauses in Leipzig

Seit dem Beginn der europäischen Messegeschichte im 7. Jahrhundert in Frankreich, wurden Messen als Warenmesse abgehalten. Das bedeutete, der Händler nahm seine „Meßgüter“ mit zum jeweiligen Messestandort, um sie dort zu präsentieren und zu verkaufen. Auch die im Mittelalter abgehaltenen Champagnemessen, die damals von europaweiter Bedeutung waren, funktionierten nach diesem Konzept.
Als sich im 12. Jahrhundert im Bereich des heutigen Deutschlands regionale Messenetze, im Besonderen an den zwei bedeutenden europäischen Handelsstraßen Via Regia und Via Imperii, bildeten, übernahm man dieses Konzept. Die Geschichte der Mustermesse ist eng mit der Messegeschichte der Stadt Leipzig verbunden, die am Kreuzungspunkt dieser Handelswege lag. Sie entwickelte sich in Folge der Erhebung zur Reichsmessestadt 1497 (erweitert 1507) durch zahlreiche Privilegien des Kaisers Maximilian I. zum Primus der Handelsplätze in Deutschland. Nun entwickelte sich auch ein einflussreiches Handelsbürgertum.
Anfang des 19. Jahrhunderts kam es vereinzelt vor, dass die Händler nur noch Muster ihrer Produkte mitnahmen, denn mit der im 18. Jahrhundert einsetzenden Industriellen Revolution entstanden neue Absatz- und Vertriebswege. Die Waren konnten plötzlich in großer Stückzahl schneller, in gleicher Machart und Qualität produziert werden – der Versandhandel entwickelte sich, die Waren wurden immer schneller transportiert und der neue Beruf des Handelsvertreters entstand. Außerdem entfielen durch die Gründung des Deutschen Reiches 1871 für die Städte wichtige Handelszölle. Diese Faktoren stürzten die Messestädte europaweit in eine tiefe Krise. Vor allem die bedeutende Leipziger Messe musste um ihre weitere Existenz bangen, denn auch die neuen und revolutionären Erfindungen wie beispielsweise die Dampfmaschinen oder die Eisenbahnen konnten in den größtenteils mittelalterlichen Handelshöfen der Leipziger Innenstadt nicht verkauft werden. Auch verlor das kaiserliche Messeprivileg seine Gültigkeit. Es gelang jedoch von dieser Entwicklung zu profitieren, denn man entwickelte 1895 das völlig neue Mustermesse-Konzept. Die Kaufleute hatten nun die Möglichkeit eine Vielzahl von Produkten mit auf die Leipziger Messe zu nehmen und von jedem Produkt nahmen sie nur ein entsprechendes Muster mit, welches dann in den neu errichteten Mustermessehäusern ausgestellt wurde. Die präsentierten Muster konnten von den Interessenten nunmehr detailliert betrachtet und ausprobiert werden und wurden dann – wie heute üblich – bestellt und geliefert. Die Mustermesse verbreitete sich mit ihrem breiten Angebot an Konsum- und Investitionsgütern im 20. Jahrhundert weltweit und ist bis heute der übliche Messetyp. Infolge der Umstellung der Warenmesse zur weltweit ersten Mustermesse stieg Leipzig bis zum Zweiten Weltkrieg zum Welthandelsplatz und nach der Völkerschlacht bei Leipzig wieder zur reichen Bürgerstadt auf.

„Die Mustermesse ermöglicht das größte Geschäft mit den geringsten Mitteln, in der kürzesten Zeit und auf dem engsten Raum.“

DDR-Verkehrszeichen mit Messesignet (ab 1979)

Mit der Umstellung auf die Mustermesse durchlebte die Leipziger Innenstadt ab 1894 eine tiefgreifende Umgestaltung. Der Großteil der Handels- und Durchgangshöfe aus dem Barock oder der Renaissance wurden im großen Stil rücksichtslos abgerissen.
Als erstes Mustermessehaus der Welt wurde 1901 in der Leipziger Innenstadt das Städtische Kaufhaus eröffnet. Ihm folgten weitere wie Specks Hof, der Reichshof oder der Komplex der Mädlerpassage. Diese Gebäuden mit besonders großer Ausstellungsfläche (bspw.: 10.000 m² in Specks Hof) sind damit die ersten Vorbilder für heutige, moderne Messehallen. Sie führen außerdem den sogenannten „Zwangsrundgang“ ein, bei dem die Messebesucher einem vorgegebenen Ausstellungsrundgang folgen und das Gebäude auf allen Ebenen durchqueren mussten. Außerdem entstand am südöstlichen Stadtrand auch ein völlig neues Areal, die Technische Messe, welches zusammen mit der Innenstadt das Hauptmessezentrum bildete.
Durch den enormen Erfolg der Leipziger Messe, vor allem in der zweiten Hälfte der 1920er-Jahre, entwickelte sich die Mustermesse im 20. Jahrhundert zum Weltmessekonzept. Nach 1945 und der Ausscheidung von Leipzig als direktem Konkurrenten, konnten sich auch andere deutsche Messestandorte wie Hannover, Düsseldorf oder Köln zu immer wichtigeren Handelsplätzen entwickeln. Es entstanden große Ausstellungsgelände, wie das Messegelände in Hannover, welches mit 496.000 m² überdachter Fläche das größte der Welt ist. Auch im amerikanischen und später dann vermehrt im asiatischen Raum entstanden große Messegelände, wie das Las Vegas Convention Center (LVCC) oder das National Exhibition and Convention Center in Shanghai.
Im 20. Jahrhundert hat sich das Konzept der Mustermesse weltweit etabliert, wurde am Ende aber vermehrt als spezialisiertere Form der Fachmesse abgehalten. Inzwischen wird das Konzept der Mustermesse durch die digitale Transformation und die Covid-19-Pandemie in Frage gestellt.
Mit der Frühjahrsmesse im März 1991 endet auch in Leipzig die Geschichte der klassischen Universalmustermessen. Seit 1996 finden auf dem neuen Leipziger Messegelände größtenteils nun auch Fachmustermessen statt.

## Beispiele
- Bauma (Messe)
- Frankfurter- und Leipziger Buchmesse
- Farnborough International Airshow
- Internationale Automobil-Ausstellung
- Nürnberger Spielwarenmesse
- CeBIT bis 2018
- Mustermesse Basel bis 2019